# Ecbolium strictum
Ecbolium strictum är en akantusväxtart som beskrevs av Oskar Schwartz. Ecbolium strictum ingår i släktet Ecbolium och familjen akantusväxter. Inga underarter finns listade i Catalogue of Life.